# Внодченко, Юрий Фёдорович
Ю́рий Фёдорович Вно́дченко (укр. Юрій Федорович Внодченко; 8 октября 1927, Кошарка, Одесский округ — 9 февраля 2013, Воронеж) — советский и российский художник, заслуженный художник РСФСР (1976)..

## Биография
Родился 8 октября 1927 года в селе Кошарка Одесского округа, УССР.
В 1949 году окончил Кишинёвское художественное училище.
В 1956 году окончил Киевский художественный институт.
С 1957 года — член Союза художников СССР.
С 1979 по 2010 годы — председатель правления Воронежского областного отделения Союза художников.

## Творческая деятельность
Участвовал в  областных, региональных, республиканских, всесоюзных, международных,  персональных выставках.
Произведения представлены в Воронежском областном художественном музее имени И. Н. Крамского.
Его работы были приобретены некоторыми  музеями России и ряда стран мира, Академией живописи Франции, различными галереями ммира.
Занимался преподавательской деятельностью в Воронежском государственном институте искусств.

## Награды
- Почетная грамота Президиума Верховного Совета РСФСР;
- Орден «Знак Почета»;
- Кубок и медаль «Художник года» (2001 год, Академия художеств Франции).

## Оценка деятельности
<...> Внодченко — советский реалист, организатор гонений молодых талантливых художников путём интриг <...> У них страх за  пирог, вокруг которого танцевала вот эта вся банда художников, <...> в союзе художников. <...> Союз художников боролся  за  квоты,  мастерские, государство ежегодно у каждого художника, члена Союза художников, обязано было сделать закупку его работ. Творческие командировки, деньги на натуру — всё это оплачивало государство! Естественно, молодых, интересных художников более солидные зубры преследовали, чтобы, не дай Бог, мы возникли на горизонте, и они понимали, звериным чутьём они чувствовали, что они отстали, они законсервированы в своем академизме, и если двинутся вперёд молодые интересные художники — им крышка. Была борьба просто за это корыто знаменитое <...>Михаил Шемякин